# Gelasma protrusa
Gelasma protrusa är en fjärilsart som beskrevs av Butler 1878. Gelasma protrusa ingår i släktet Gelasma och familjen mätare. Inga underarter finns listade i Catalogue of Life.